# Philippe Bodson
Pour les articles homonymes, voir Bodson.
Philippe André Eugène, baron Bodson, né le 2 novembre 1944 à Liège et mort le 4 avril 2020 à Bruxelles par infection au Covid-19, est un homme d'affaires et homme politique belge, membre du MR.

## Biographie

### Formation
Philippe Bodson est ingénieur civil métallurgiste de l'université de Liège et a obtenu un MBA à l'INSEAD. Il est administrateur de sociétés.

### Carrière
De 1969 à 1972, Philippe Bodson travaille au Canada, en Amérique du Sud et en Algérie en tant que consultant auprès du groupe McKinsey & Co au sein du bureau de Paris.
De 1972 à 1977, il est fondé de pouvoir pour la Banque Paus Frankfurt Saint-Louis (États-Unis). En 1977, il intègre la société Glaverbel en tant que membre du comité de Direction et, en 1980, il devient l’administrateur délégué et directeur général de Glaverbel, fonction qu’il exerce jusqu’en 1989.
Durant les années 1980, il est administrateur de Belref et de la société Louis De Waele, et président de la Fédération de l’industrie du verre (1981-1984) et du Groupement européen des producteurs de verre plat (1986-1988). Il devient président de la Fédération des Entreprises de Belgique (FEB) de 1987 à 1990. 
De 1989 à 1999 il est administrateur délégué du groupe Tractebel. Dans cette période-là il met le groupe sur la voie de l'expansion internationale en acquérant des sociétés actives dans la production de l'électricité à l'étranger. Sa politique d'expansion à l'étranger le met en conflit avec Gérard Mestrallet, PDG de Suez, actionnaire principal de la Société Générale de Belgique.
En 1995, il est choisi à la présidence de la Fondation pour l’Architecture et comme administrateur de la Fondation pour l’Entreprise (1995).
Il est membre du Groupe Coudenberg.
En 1999, il est élu sénateur. Rapidement désintéressé de la vie politique et pris par ses mandats d'administrateur de sociétés, il ne se représente plus en 2007.
Il est très impliqué dans la tentative de sauvetage de Lernout & Hauspie.

### Mandats
- Directeur de Glaverbel
- Membre du CA de la Société générale de Belgique.
- Président de la Fédération du Verre
- Administrateur-délégué de Tractebel
- Président honoraire de la FEB
- Président de la Fondation pour l'Architecture

## Distinctions
- Officier de l'ordre de la Couronne
- Il est anobli comme baron en 2000. Sa devise est Veritas et Perseverantia.